# Espansivo
Espansivo is een Italiaanse muziekterm met betrekking tot de manier waarop een stuk of passage uitgevoerd dient te worden. De term betekent vrij vertaald zeer of overdreven expressief. Dit betekent dus dat, als deze aanwijzing wordt gegeven, men een bepaalde emotie zeer sterk tot uitdrukking moet laten komen. Deze aanwijzing heeft dus vooral betrekking op de voordracht van een stuk en minder op het tempo of de dynamiek, waarvoor tevens aparte aanwijzingen gegeven kunnen worden.
De aanwijzing espressivo heeft ongeveer dezelfde betekenis, maar wordt gebruikt indien de gevraagde emotie in iets mindere mate tot uitdrukking dient te komen.